# Vault (система управления версиями)
Vault — коммерческая, проприетарная система управления версиями, разработанная компанией SourceGear LLC, которая позиционирует свой продукт как замену Microsoft Visual SourceSafe.
Система Vault использует Microsoft SQL Server в качестве базы данных в серверной инфраструктуре и проводит наименьшие подтверждения (atomic commits) в системе управления версиями.
Инструмент построен на базе платформы Microsoft .NET, также предлагается UNIX-клиент на базе технологии Mono.

## Дополнительные источники
- Vault, SourceGear
- Обзор от Asp alliance (на англ.)
- Причины перейти с SourceSafe на Vault по мнению Эрика Синка (на англ.)